# Mojoceratops
Mojoceratops – rodzaj ceratopsa z rodziny Ceratopsidae żyjącego w późnej kredzie na terenach współczesnej Ameryki Północnej. Gatunkiem typowym jest Mojoceratops perifania, opisany w 2010 roku przez Nicholasa Longricha w oparciu o niekompletną czaszkę (skatalogowaną jako TMP 1983.25.1) odkrytą w górnokampańskich osadach formacji Dinosaur Park w kanadyjskiej prowincji Alberta. Z tych samych warstw pochodzi również kość ciemieniowa, a w formacji Dinosaur Park w prowincji Saskatchewan odnaleziono kolejną izolowaną kość ciemieniową, której wiek oszacowano na około 75 mln lat. Do rodzaju Mojoceratops wstępnie przypisano też szczątki kilku innych osobników. Zdaniem Longricha materiał typowy gatunków Eoceratops canadensis i Chasmosaurus kaiseni nie wykazuje cech diagnostycznych, a nazwy te zostały przez niego uznane za nomina dubia. Longrich wskazał na podobieństwa w morfologii szczątków tych gatunków i skamieniałości mojoceratopsa, sugerując, że prawdopodobnie należą one do tego rodzaju. Nietypowymi cechami mojoceratopsa są m.in.: rozszerzone ku przodowi okna ciemieniowe, szeroka kostna kryza kształtem przypominająca serce oraz poprzeczne rozszerzenie zaczołowych ciemiączek. Longrich nie wykluczył, że szczątki te mogą należeć do więcej niż jednego gatunku, stwierdził jednak, że znanych jest zbyt mało okazów mojoceratopsa i zbyt mało wiadomo o ich stratygrafii, by faworyzować tę hipotezę. Ponadto różnice w morfologii kryz kostnych mogą reprezentować zmienność wewnątrzgatunkową, tak jak u niektórych innych ceratopsów.
Longrich wyróżnił trzy autapomorfie rodzaju Mojoceratops, wskazał też na jego symplezjomorfie z chasmozaurem. Według przeprowadzonej przez niego analizy filogenetycznej najbardziej bazalnym przedstawicielem grupy Chasmosaurinae (Ceratopsinae) jest Chasmosaurus. Mojoceratops tworzy z agujaceratopsem klad bardziej zaawansowany od chasmozaura, stanowiący grupę siostrzaną wobec wszystkich pozostałych przedstawicieli Chasmosaurinae. Z kolei według analizy przeprowadzonej przez Sampsona i współpracowników Mojoceratops jest bardziej zaawansowany od Chasmosaurus i siostrzany względem pozostałych chasmozaurynów, w tym agujaceratopsa.
Nie wszyscy autorzy uznają Mojoceratops perifania za odrębny, nieznany wcześniej gatunek. Zdaniem Maidment i Barretta (2011) wskazane przez Longricha autapomorfie M. perifania jedynie nieznacznie odróżniają go od znanych przedstawicieli rodzaju Chasmosaurus i mogą dowodzić jedynie występowania niewielkich różnic w budowie szkieletu między przedstawicielami rodzaju Chasmosaurus a nie przynależności okazu holotypowego M. perifania do odrębnego rodzaju. Według Maidment i Barretta ze wskazanych przez Longricha cech budowy szkieletu odróżniających Mojoceratops od gatunków z rodzaju Chasmosaurus część w rzeczywistości występuje też u przedstawicieli gatunku Chasmosaurus russelli, a część − u wszystkich przedstawicieli rodzaju Chasmosaurus oraz u niektórych innych rodzajów z podrodziny Ceratopsinae/Chasmosaurinae (w tym u rodzajów Utahceratops i Kosmoceratops). Z tych powodów autorzy nie uznają za zasadne wyróżnianie Mojoceratops perifania jako odrębnego gatunku; ich zdaniem M. perifania to młodszy synonim C. russelli.
Nazwa Mojoceratops pochodzi od słowa mojo, w afrykańsko-amerykańskim dialekcie języka angielskiego oznaczającego talizman służący do przyciągania osób płci przeciwnej – co jest odniesieniem do kostnej kryzy, mogącej pełnić takie funkcje – oraz greckich słów ceras („róg”) i ops („oblicze”). Nazwa gatunkowa perifania w języku greckim oznacza „duma”, co także odnosi się do kostnej kryzy dinozaura.